# Zoo (sèrie de televisió)
Zoo és una sèrie de TV3, produïda per Diagonal TV, que es va estrenar el 21 de gener del 2008 i consta de 23 episodis.

## Actors i personatges
- Mònica López: Diana Vidal
- Pere Arquillué: Conrad Hervera
- Mercè Pons: Lola Vicent
- Santi Ricart: Max Grau
- Lluís Soler: Quirze Cabot
- Patrícia Bargalló: Iris Pastor
- David Verdaguer: Santi Feliu
- Llum Barrera: Gisela Navarro
- Pep Munné: Dídac Giró
- Lluís Villanueva: Gori Comes
- Marc Rodríguez: Adrià Giralt
- Joan Carreras: Abel Ferreres
- Lluïsa Mallol: Mariona Colomer
- Miquel Sitjar: Gerard Comamala
- Nil Cardoner: Jan Hervera
- Paula Blanco: Clàudia Sala
- Núria Hosta: Elvira Prats
- Juli Fàbregas: Èric Ribes
- Javier Beltrán: Pep
- Núria Martínez: Eva Cases

## Argument
La trama de la sèrie gira al voltant de les vides dels treballadors (cuidadors, veterinaris, especialistes...) del Zoo de Barcelona i les relacions que tenen entre ells i les seves famílies.